# Scopula aequidistans
Scopula aequidistans là một loài bướm đêm trong họ Geometridae.